# Bothriechis lateralis
Bothriechis lateralis är en ormart som beskrevs av Peters 1862. Bothriechis lateralis ingår i släktet Bothriechis och familjen huggormar. Inga underarter finns listade.
Arten förekommer i Nicaragua, Costa Rica och Panama. Honor lägger inga ägg utan föder levande ungar.